# Лален д’Оденард, Шарль Эжен
Шарль Эжен де Лялен д’Оденард (фр. Charles Eugène de Lalaing d'Audenarde; 1779—1859) — французский военный деятель, генерал-лейтенант (1823 год), барон (1809 год), пэр Франции (1837 год), участник революционных и наполеоновских войн. Имя генерала выбито на Триумфальной арке в Париже.

## Биография
Родился в семье графа Эжена де Лялена (фр. Eugène François Thérèse Fabien de Lalaing; 1728—1806) и его супруги Агаты де Перак (фр. Agathe Sophie de Peyrac; 1758—1828). C началом Революции эмигрировал вместе с семьёй. 1 апреля 1799 года записался на австрийскую службу младшим лейтенантом 6-го драгунского полка (Мелас). 15 октября 1803 года вышел в отставку в чине лейтенанта.
28 июня 1804 года поступил на французскую службу с чином капитана и назначением в 112-й полк линейной пехоты. 22 июля 1805 года произведён в командиры эскадрона и 5 сентября 1805 года возглавил эскадрон в 3-м кирасирском полку. В ходе Австрийской кампании 1805 года исполнял обязанности конюшего Императора. После возвращения в полк принимал участие под командой полковника Риште в кампаниях 1806-07 годов.
10 сентября 1807 года произведён в майоры и назначен заместителем командира 3-го кирасирского. С 17 июля 1808 года командовал двумя маршевыми эскадронами в Байонне. 29 января 1809 года получил звание временного полковника 3-го кирасирского. Принимал участие в Австрийской кампании, сражался при Экмюле, Эсслинге и Ваграме.
27 января 1810 года в Париже женился на Жюльенне Дюпюи (фр. Julienne Dupuy; 1794—1849).
7 сентября 1811 года назначен командиром 3-го кирасирского полка. Участвовал в Русской кампании 1812 года в составе 2-й бригады 1-й дивизии тяжёлой кавалерии. Отличился в сражении при Бородино. При отступлении армии состоял в «Священном эскадроне» бригадиром.
5 декабря 1812 года произведён в бригадные генералы. С марта 1813 года командовал 2-й маршевой бригадой 2-й дивизии тяжёлой кавалерии. 15 августа 1813 года был назначен командиром 1-й бригады 3-й дивизии тяжёлой кавалерии. Участвовал в Саксонской кампании, отличился в сражении при Дрездене.
26 декабря 1813 года получил под своё начало 2-й полк шеволежеров-улан гвардии.
При первой Реставрации назначен 1 июня 1814 года лейтенантом роты Королевских телохранителей. Во время «Ста дней» не присоединился к Императору и сопровождал короля в Гент. После второй Реставрации возглавил 1 ноября 1815 года роту телохранителей. Участвовал в Испанской кампании 1823 года. 30 июля 1823 года произведён в генерал-лейтенанты. 28 ноября 1824 года стал командующим 7-го военного округа. После Июльской революции 1830 года вышел в отставку, но уже 7 февраля 1831 года определён в резерв Генерального штаба в качестве члена Комитета по кавалерии. 3 октября 1837 года стал пэром Франции. В 1842 году назначен командующим 2-го военного округа. В 1848 году вышел в отставку. 4 марта 1853 года стал сенатором.

## Воинские звания
- Младший лейтенант австрийской службы (1 апреля 1799 года);
- Капитан (28 июня 1804 года);
- Командир эскадрона (22 июля 1805 года);
- Майор (10 сентября 1807 года);
- Полковник (29 января 1809 года);
- Бригадный генерал (5 декабря 1812 года);
- Генерал-лейтенант (30 июля 1823 года).

## Титулы
- Барон Лялен д’Оденард и Империи (фр. baron Lalaing d'Audenarde et de l'Empire; декрет от 15 августа 1809 года, патент подтверждён 15 октября 1809 года в Шёнбрунне)[2][3].

## Награды
Легионер ордена Почётного легиона (14 апреля 1807 года)
 Офицер ордена Почётного легиона (28 февраля 1810 года)
 Кавалер военного ордена Святого Людовика (10 июля 1814 года)
 Командор ордена Почётного легиона (20 августа 1814 года)
 Великий офицер ордена Почётного легиона (20 августа 1817 года)
 Командор военного ордена Святого Людовика (1 мая 1821 года)
 Большой крест испанского ордена Карлоса III (21 июня 1824 года)
 Большой крест константиновского ордена Святого Георгия королевства обеих Сицилий (27 марта 1830 года)
 Большой крест ордена Почётного легиона (19 августа 1847 года)